# 褐毛狗尾草
褐毛狗尾草（学名：Setaria pallidefusca）为禾本科狗尾草属下的一个种。
一年生至二年生；根莖短；稈斜倚至傾臥。葉片長10-25 cm，寬4-8 mm。圓錐花序圓筒狀，長4-15 cm。小穗長2-3 mm；內穎長為小穗之半。

## 扩展阅读
- 維基物種上的相關：褐毛狗尾草